# Île Lavoisier
L'île Lavoisier est une île de l'océan Atlantique Sud, près de la péninsule Antarctique. Elle a été découverte en 1905 par Jean-Baptiste Charcot lors de son expédition en Antarctique. Elle est appelée isla Serrano par le Chili et isla Mitre par l'Argentine.

## Situation
L'île Lavoisier est la deuxième plus grande île de l'archipel Biscoe. Elle est située entre les îles Renaud et Rabot au nord-est d'une part, et l'île Watkins d'autre part, toutes plus petites. Sa superficie est de 0,265 km2 ; elle fait 29 km de long pour 8 km de large.
L'île est située sur les territoires revendiqués par le Royaume-Uni, l'Argentine et le Chili.

## Découverte
Bien que découverte par l'expédition Charcot, l'île fut nommée « île Nansen » après l'exploration de la région par Fridtjof Nansen. Par la suite, et pour éviter toute confusion avec l'île Nansen de la baie de Wilhelmine, située elle aussi dans la péninsule Antarctique, l'UK-APC recommanda en 1960 de la rebaptiser « île Lavoisier », en référence au scientifique français Antoine Lavoisier.

## Faune
C'est aux abords de cette île en 1972 que l'équipe de plongeurs du commandant Cousteau, explorant la péninsule à bord du Calypso, filma pour la première fois des manchots Adélie nageant sous l'eau.